# Ryal

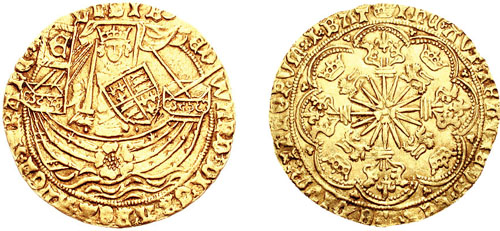
Rose Noble, die erste der "Ryal"-Münzen, 1467–1468

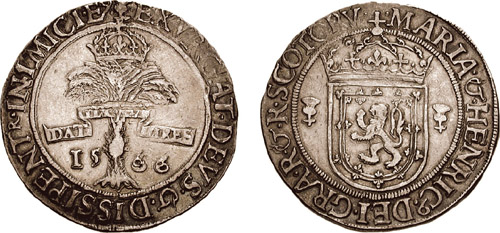
Schottischer Ryal aus Silber, 1566

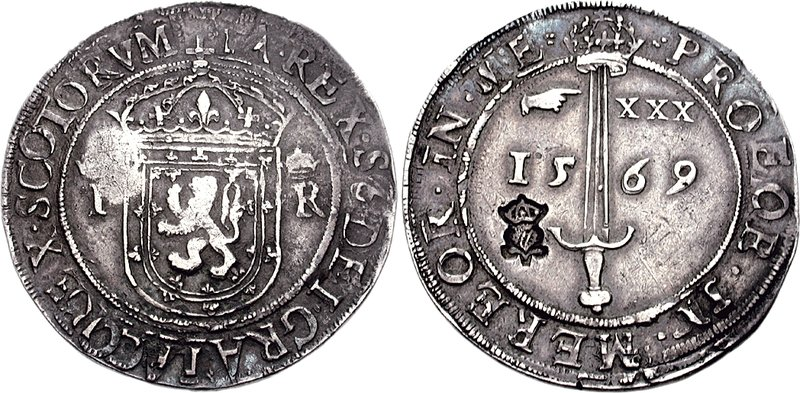
Schottischer Ryal aus Silber, 1569

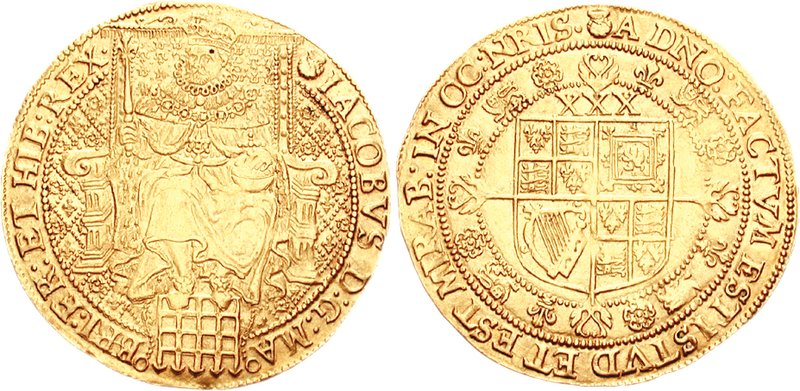
Rose Ryal, frühere Version, 1621–1623

Ryal ist die Bezeichnung für einige englische und schottische Gold- bzw. Silbermünzen des 15.–17. Jahrhunderts. Die Bezeichnung leitet sich ab von der spanischen Real-Münze. Ryal kommt auch als Schreibung von Rial-Münzen vor (von persisch und arabisch riyāl), die sich ebenfalls vom spanischen Real ableiten.
Es gibt folgende englisch/schottische Ryals:
- Rose Noble (Rosennobel; 1464–1470), eine Form der englischen Noble-Goldmünze (7,76 g Raugewicht, 7,73 Feingewicht);
- schottischer Ryal (1555–1558; Maria Stuart) Goldmünze mit dem Bildnis von Maria Steward (7,63 rau; 6,99 g fein);
- schottischer Ryal (1565–1567; Maria Stuart und Prinzgemahl Henric) in Silber (30,59 g rau; 28,4 g fein); es wurden auch 2/3- und 1/3-Ryalmünzen geschlagen;
- Sworddollar, (1567–1582; Jakob VI.) schottischer Ryal in Silber (30,39 g Raugewicht), ab 1582 mit anderem Münzbild;
- Rose Ryal ("Rosenryal"; 1616–1619; Jakob I. (England)), englische Goldmünze in Wert von 1½ Sovereign (13,74 g fein); halbe Rose Ryal hießen auch Spur Ryal, da das Sonnenbildnis der Münze einem Rad glich.

Ein Maria & Henric-Ryal von 1566 fand Aufnahme in die Sammlung von Anton Günter II., Graf von Schwarzburg-Arnstadt, und ist im Katalog "Alte Taler" des ehemaligen Münzkabinetts Gotha enthalten.